# Ahmed Fathi Sorour

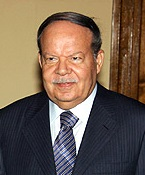
Ahmed Fathi Sorour (2005)

Ahmed Fathi Sorour (arabisch أحمد فتحي سرور, DMG Aḥmad Fatḥī Surūr; * 9. Juli 1932; † 5. April 2024) war von 1990 bis zur Ägyptischen Revolution am 11. Februar 2011 Präsident der Volksversammlung (مجلس الشعب Madschlis asch-Schaʿb), des Unterhauses des ägyptischen Parlaments.
Nach dem Studium der Rechtswissenschaften in Kairo, Ägypten und Michigan, USA promovierte er an der Universität Kairo zum Dr. iur., war dort ab 1959 als Professor tätig und stand der Fakultät von 1983 bis 1985 als Dekan vor.
Sorour war verheiratet und hatte drei Kinder.

## Politischer Werdegang
Das Mitglied des Politbüros der damals regierenden National-Demokratischen Partei Ägyptens (NDP) war u. a. diplomatisch tätig als Kulturattaché der ägyptischen Botschaft in der Schweiz (1964) und Frankreich (1965–1970) und ständiger Abgeordneter der Arabischen Liga bei der UNESCO (1972–1978).
Während Sorours parlamentarischer Karriere lag der Schwerpunkt seiner Aktivitäten im Bereich der Bildung sowie der Grund- und Menschenrechte. So war er Mitglied des ägyptischen Verfassungskomitees (1971), Präsident der Internationalen Konferenz über Menschenrechte im Islamischen Recht (1979), Bildungsminister seines Landes (1986–1990) und war seit 1991 Präsident der Ägyptischen Gesellschaft für Soziale und Kulturelle Entwicklung.
Im Jahr 1993 wurde er in den Rang eines Grand Officier des Ordre de la Pléiade der Internationalen Versammlung der Parlamentarier französischer Sprache erhoben. Von 1994 bis 1997 war er Vorsitzender der Interparlamentarischen Union, 2005 wurde er Präsident der Euromediterranen Parlamentarischen Versammlung.